# Andrés Pazos (político)
Andrés Pazos (Buenos Aires, octubre de 1765 - íd., agosto de 1849) fue un comerciante y político argentino, organizador de la villa de La Bajada, actualmente la ciudad de Paraná, capital de la provincia de Entre Ríos.

## Biografía
Era un comerciante especializado en el transporte por el río Paraná, y se estableció en la Bajada del Paraná, actual Ciudad de Paraná, que hasta entonces era jurisdicción de la ciudad de Santa Fe. A fines del régimen virreinal fue uno de los promotores de la petición para que el pueblo de La Bajada se constituyera en villa, es decir, que tuviera su cabildo propio.
En 1810 prestó eficaz ayuda a la Expedición al Paraguay comandada por Manuel Belgrano. A fines del año siguiente, también colaboró en la formación de nuevos contingentes para el ejército que debía hacer frente a los avances de los realistas de Montevideo. En mayo de 1812 fue nombrado alcalde de la villa de La Bajada y capitán del cuerpo de pardos y cívicos de la misma. Hizo frente al bloqueo de la villa por la flota española y a varios desembarcos de las fuerzas realistas, cuya principal preocupación era conseguir alimentos para la ciudad sitiada de Montevideo. En agosto de ese año capturó una flotilla que bajaba desde el Paraguay.
Gracias a sus esfuerzos, el pueblo alcanzó notoriedad, y fue ascendido a la categoría de villa el 25 de junio de 1813. A partir del 1 de octubre de 1813 Pazos fue el primer alcalde de primer voto de la villa y su primer comandante militar en la nueva época. Tuvo que dedicar todos sus esfuerzos a enfrentar a la poderosa familia santafesina de los Larramendi, propietarios de extensas tierras cerca del pueblo, que pretendían cercarlo y cerrarle todos los caminos. Delineó el pueblo y ordenó sus primeras calles.
En 1814, al iniciarse la guerra entre Artigas y el Directorio, su principal campo de batalla fue la provincia de Entre Ríos. Pazos renunció a sus cargos y en marzo de ese año se trasladó a Santa Fe. Al año siguiente la guerra se extendió también a esa provincia, por lo que regresó a Buenos Aires.
Se dedicó al comercio en la capital durante muchos años, y evitó en lo posible la acción política; no obstante, tuvo una figuración secundaria durante la Anarquía del Año XX.
En 1840, tras la invasión del general Lavalle, fue arrestado y perseguido por La Mazorca, la organización parapolicial del gobernador Juan Manuel de Rosas; su casa fue saqueada.
Falleció en Buenos Aires en agosto de 1849.